# Hacienda Quilpué
La hacienda Quilpué (también conocida como hacienda Las Casas de Quilpué) fue una hacienda que a fines del siglo XIX existía en el Valle del Aconcagua, a pocos kilómetros del centro de la ciudad de San Felipe (es decir, lejos de lo que hoy es la comuna de Quilpué). Su funcionamiento entre 1892 y 1895 se conoce con mucho detalle debido al hallazgo, en una casa campesina, de unos antiguos cuadernos de cuentas que reflejan esta materia. En esa época era propiedad de la filántropa chilena Juana Ross, viuda de Agustín Edwards Ossandón, también tío suyo y fundador del Banco de A. Edwards.

## Propietarios y propiedades
A mediados del siglo XVII, en un decreto de la Real Audiencia que fijaba los límites de la jurisdicción del alcalde de San Felipe, se menciona como deslinde «por el norte, la Estancia de Quilpué, perteneciente al Convento de Nuestra Señora de La Merced». Los mercedarios habían tomado posesión esta propiedad en donación, por testamento otorgado en 1706, de parte de don Andrés de Toro Cifuentes, «Hidalgo Castellano i Maestre de Campo de Su Majestad el Rei de España», nieto del escribano Ginés de Toro Mazote Peñalosa, fundador de una familia de encomenderos, llegado a las Indias en 1556. Estos terrenos originalmente incluían las tierras previstas para la erección de la «Villa de San Felipe el Real», cedidas por la congregación con estos fines y por escritura pública en septiembre de 1740. Este es, entonces, el motivo de la cercanía de la propiedad al centro de San Felipe.
En el reavalúo de propiedades agrícolas realizado en 1874, la hacienda Quilpué aparece como de propiedad de Tadeo Reyes, ocupando el lugar 14 entre las mejores haciendas del país.
A fines del siglo XIX, la hacienda Quilpué representa lo mejor (supuestamente lo más avanzado) de la agricultura chilena del momento. Sus propietarios no pertenecen a la antigua aristocracia latifundista, sino que a las oleadas de inmigrantes europeos posteriores a la independencia chilena, en este caso representantes de la burguesía mercantil del puerto de Valparaíso. Sin embargo, las prácticas reflejadas en la documentación de esta hacienda burguesa no difieren esencialmente a las de los latifundios tradicionales de la zona.
Doña Juana Ross era propietaria de Quilpué, aunque era su hijo, Agustín Edwards Ross, quien administraba los negocios. Y Quilpué tampoco era su única gran propiedad agrícola. La familia era además propietaria de la hacienda Ucúquer de Llay Llay, de los fundos Los Nogales y La Peña de la localidad del mismo nombre, de la hacienda San Isidro y la chacra Las Cruzadas en la comuna de Quillota, del fundo Cintura en San Miguel, comuna de Santiago, así como de la hacienda Nancagua, en la comuna del mismo nombre, cercana a San Fernando, a orillas del río Tinguiririca. Otras fuentes agregan la hacienda Jahuel (San Felipe), la hacienda Pucalán (Nogales), la hacienda Hijuela Larga en Buin y las haciendas Comalle y Lluilliulebu en Victoria, en la Frontera recién «pacificada».  El avalúo total de las propiedades agrícolas de la familia alcanzaba en ese tiempo a la suma de 5.250.000 pesos, entonces casi tres veces el presupuesto anual de la ciudad de Valparaíso, la segunda ciudad del país y quizás la más rica.

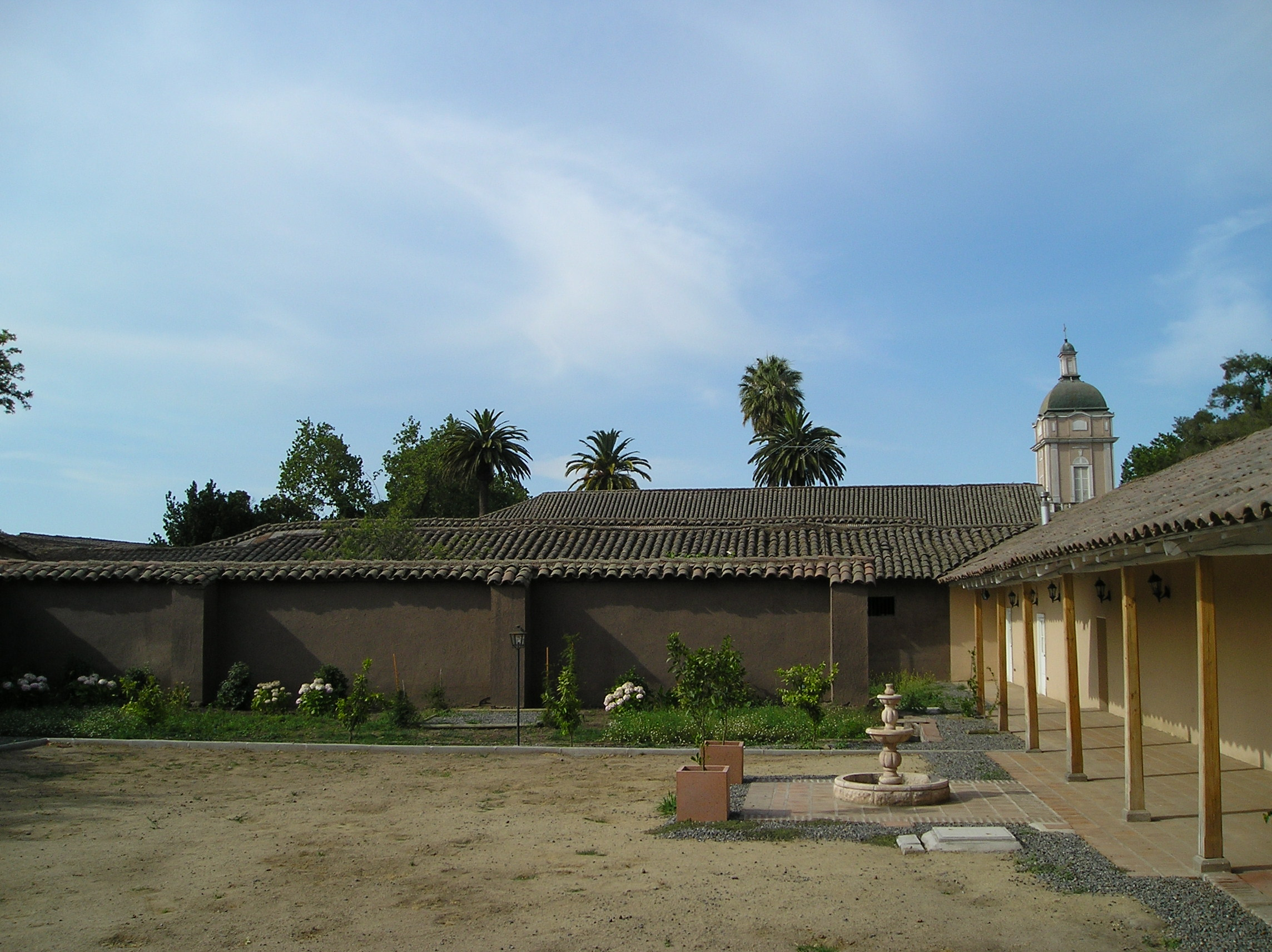
Casas tradicionales de la hacienda El Huique

Pese a sus características peculiares, los propietarios de Quilpué actuaban en el estilo propio de los agricultores más tradicionales de la época. Los Edwards vivían en Valparaíso y visitaban la hacienda de vez en cuando, como típicos propietarios ausentistas. Desde tiempos coloniales y hasta la segunda mitad del siglo XX, los sectores adinerados en Chile combinaron la agricultura, los negocios especulativos, el comercio y la política. Y en el agro, siempre actuaron de manera similar: el hecho de que ni siquiera la presencia de propietarios con las características de los Edwards haya podido variar este patrón, se constituye en una prueba más de la estabilidad del latifundio en Chile central. La hacienda Quilpué es el caso en que un sector de la burguesía mercantil «químicamente pura», al emprender negocios agrícolas, no logra ni intenta cambiar su estructura, sino que se adapta a ella.

## La propiedad
De acuerdo al reavalúo  realizado en 1896, Quilpué era la hacienda más rica de la provincia de Aconcagua. Disponía en ese tiempo de 3920 hectáreas, casi todas planas, a escasas cuadras de la plaza de San Felipe. De estos terrenos, 1068 hectáreas eran de riego.
La hacienda contaba con numerosas edificaciones productivas, tales como galpones, bodegas, talleres, lechería y «pastería» (donde se procesaba el pasto para su transporte a las ciudades como forraje). Estas casas eran antiguas, de adobones y corredores de tejas y se construyeron probablemente en el siglo XVIII, con arreglos en el siglo XIX. Se las denominaba las «casas viejas», mientras que a partir de 1892 se empezó a preparar el terreno y a construir las fundaciones de lo que serían las «casas nuevas», el ostentoso Palacio de Quilpué con remembranzas estilísticas e inspiración en Versailles, iniciado por Agustín Edwards Ross y completado quince años más tarde por Arturo Lyon Peña, propietario de la hacienda hasta 1932, año en que el predio en su mayor parte pasa a manos de los hermanos Raimundo y Alfonso del Río. El arquitecto creador del palacio, Juan Eduardo Fehrman, es también autor del Palacio Edwards, en Santiago de Chile.

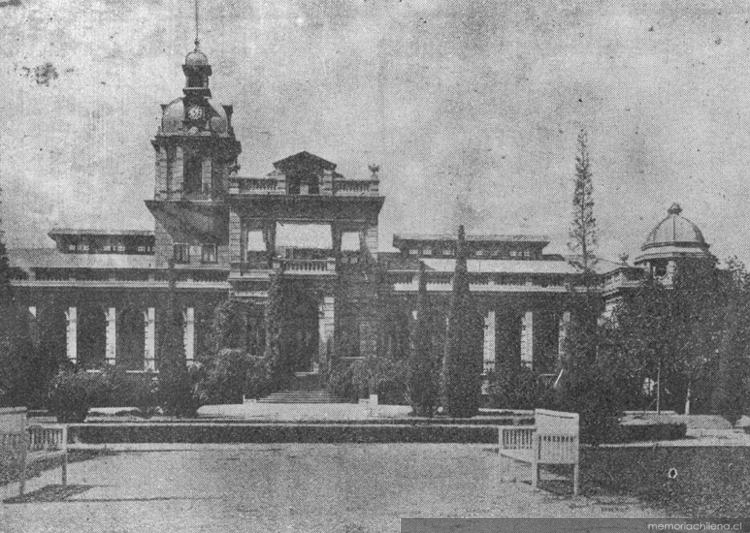
Palacio de la hacienda Quilpué

Las casas formaban el núcleo en torno al cual giraba la vida de la hacienda. En el censo de 1813, el poblado de pequeños agricultores adyacente de Encón y la hacienda como tal aparecen con 903 almas, entre ellos 98 inquilinos, 7 esclavos negros y 134 indios, entre hombres y mujeres. A fines del siglo XIX y a comienzos del siglo XX, el distrito aparece con un total del orden de 1500 personas, de las que aproximadamente la mitad viven en la hacienda misma y la otra en las pequeñas propiedades de los alrededores. Hacia fines del siglo XIX, las casas de los inquilinos aún eran ranchos de quincha y paja, mientras se iniciaba la construcción de casas mejoradas «de ladrillos y tejas».

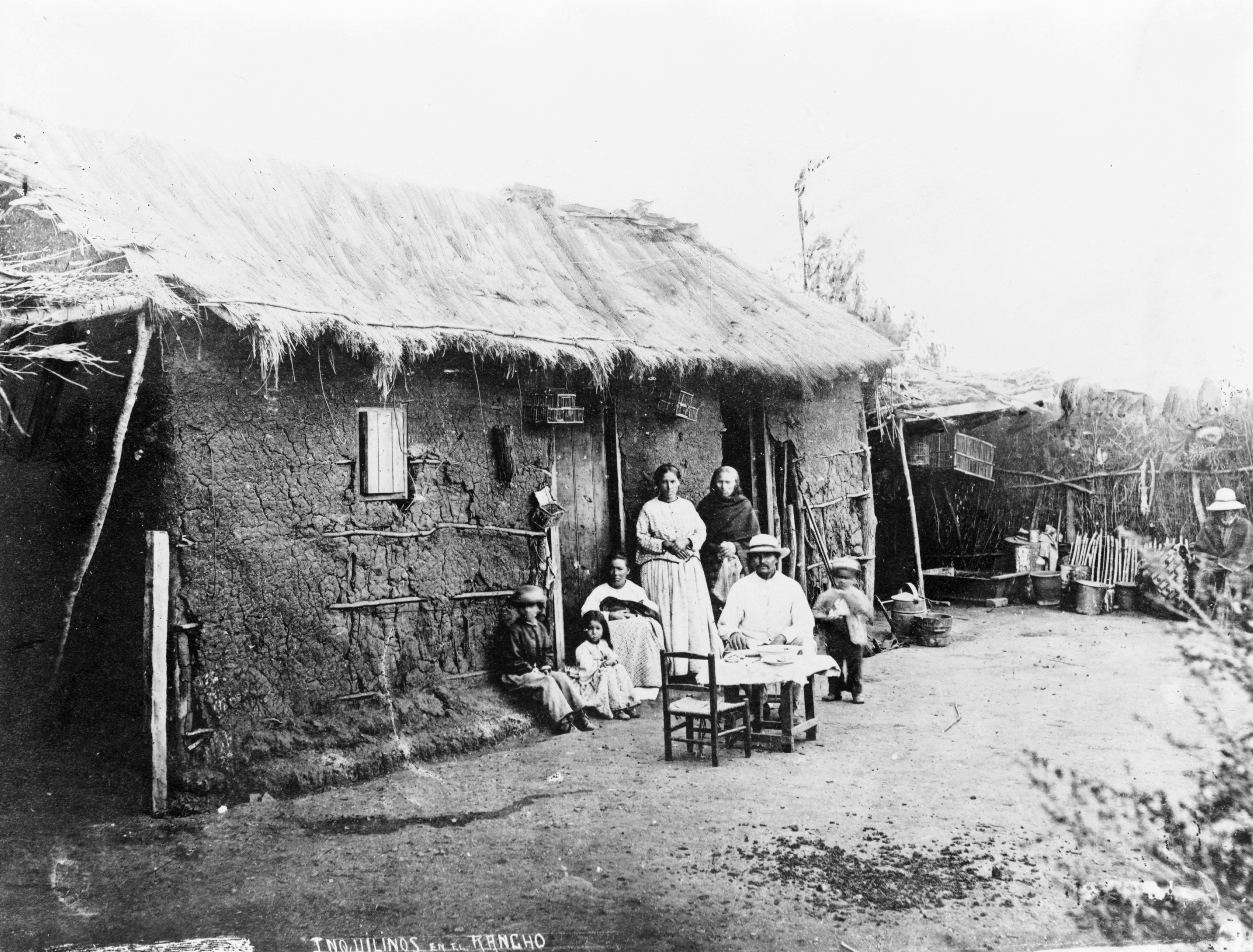
Rancho de quincha y paja

## La producción
La hacienda Quilpué era una gran propiedad con múltiples y diversos recursos. Del análisis de los registros contables recientemente hallados se desprende que se trataba de una gran red multiproductiva con un alto nivel de autosuficiencia.
En 1892, la hacienda producía trigo, en alrededor de 100 hectáreas sembradas, empleando en ello gran número de trabajadores y obreros, aunque ya se usaba maquinaria a vapor para la trilla y el enfardado de la paja. Este trigo se enviaba directamente a Valparaíso para su exportación. Otro producto importante era el pasto prensado, las llamadas colisas de alfalfa, que se vendían para abastecer el tiro animal de la movilización y el transporte de las ciudades de Santiago, Valparaíso y Viña. Aparte de estos dos rubros fundamentales, la viña era la base de la preparación de chichas, chacolíes y aguardientes. En esos años, los propietarios trajeron a un vinatero francés para empezar a mejorar la calidad de la producción. Además había chacras, un huerto que provee de hortalizas, un olivar y varios huertos frutales. Se producía uva de mesa para la exportación. Como en toda la zona de San Felipe, había plantaciones de cáñamo, cuyo producto se vendía a las fábricas de la zona. Se criaba y engordaba ganado vacuno y ovejuno. La hacienda era afamada por la calidad de sus caballos. Entre los productos que salían a la venta se cuentan el charqui, huesillos, carbón de espino, maderas, leña, cueros curtidos. En la hacienda había una fragua, un taller de herramientas y todo lo necesario para fabricar y reparar utensilios de trabajo agrícola. También contaba con un taller mecánico a cargo de un técnico inglés. Había albañiles y carpinteros, pircadores, se fabricaban ladrillos y tejas. La hacienda era, muy de acuerdo al modelo de las factorías jesuitas, un «engranaje de actividades fuertemente autosubsistentes, multiproductivas, donde se combinaba la producción primaria con el arte, la artesanía o la elaboración de los productos».

## El año
El ciclo anual del predio comenzaba en mayo. Con las cosechas terminadas y la vendimia concluida, se vendían las primeras chichas. Se compraban reservas complementarias para «la despensa» de «las casas» y para la «ración» de los inquilinos y peones. Se organizaba la guarda de cebollas, zapallos y ají. Se les cobraba el «arriendo» (alquiler) a los inquilinos, que ya habían vendido entonces su cosecha. Se rodeaba y se «bajaba» a los animales que habían pasado el verano en las «veranadas» de la cordillera.
Al comenzar el invierno, se le enviaba gente al juez del río para hacer las limpiezas y reparaciones de las bocatomas y los canales. Se plantaban alamedas y se reparaban cercos. Se domaban yeguas y caballos. Se les enviaban regalos y la familia de los propietarios y a ciertos políticos importantes. Se trabajaba en la tala y aserraderos, se fabricaban nuevas carretas para la temporada entrante, se hacían muebles y se mejoraban las bodegas.
El fin del invierno y comienzo de la primavera estaban marcados también en la hacienda por la celebración de las Fiestas Patrias. Además, la atención se volcaba hacia las herramientas y aperos productivos. La principal actividad productiva era la siega y el aprensado del pasto de invierno de la zona central. Las instalaciones aprensadoras, movidas por máquinas a vapor, también trabajaban en el procesamiento del producto de otros predios familiares. Por ejemplo, llegaban desde la hacienda Nancagua lanas de oveja para aprensar.
Apenas iniciado el verano, ya estaba todo listo para la cosecha del trigo. En febrero, ya se preparaba la vendimia. Los preparativos y la ejecución de las cosechas van requiriendo cada vez de más personal. También se comienza a contratar ayudantes extras en la cocina. Pero de marzo a abril, la curva es descendente y se  comienza a reducir el número de peones. A fines de abril y comienzos de mayo el año se cierra con el arreglo de cuentas con los trabajadores y suministradores, así como el depósito de las ventas en las correspondientes cuentas bancarias. Hay una clara dependencia estacional de la demanda de mano de obra.

## El inquilinaje
Los inquilinos formaban la parte más estable de la población de la hacienda. Los libros contables registran 69 posesiones, a las que se deben agregar a sotas, mayordomos y trabajadores especializados, que gozaban de derechos semejantes, aunque no aparecían explícitamente como inquilinos o arrendatarios. Junto a familiares, allegados y forasteros diversos, esto significaba una población permanente de unas 800 personas al interior de la hacienda. Los derechos del inquilino abarcaban una cuadra de tierra para siembras, la casa y el huerto, así como, en el caso de los «inquilinos de a caballo», el talaje para su animal de trabajo y para un vacuno adicional, con permiso especial de la administración. Los inquilinos recibían además la ración diaria de porotos y frangollo de los peones, así como dos veces al día la galleta de pan de 480 gramos. La superficie total destinada a estas regalías alcanzaba a casi un quinto de las tierras de riego del predio. Estas eran tierras «cautivas», en el sentido de que no podían destinarse a la producción para el mercado. El alquiler se pagaba anualmente, en montos muy variables y muchas veces con atraso. Sin embargo, el monto de los ingresos anuales de la hacienda por este concepto no era despreciable, correspondiendo aproximadamente al 1% de la renta anual del predio.

## La administración
La administración de la hacienda era encabezada por el administrador general, una persona de apellido extranjero, que no solo representaba, sino que suplantaba al propietario en su ausencia. Vivía en «las casas» y compartía servicios personales con la familia propietaria. No consta que haya tenido derechos de tierra, ni que haya llevado a cabo labores agrícolas ni negocios por su cuenta.
Existían tres mayordomos, uno general y dos por especialidades: viñas y riego. Entre los demás administrativos se contaban dos llaveros, un capataz, un contador, varios vaqueros y sotas. Todos ellos tenían sueldos por su labor, aparte de derechos de tierra y de talajes. Estos sueldos eran considerablemente mayores que los de los maestros, inquilinos y peones.
Los sotas eran los jefes de cuadrilla, vigilantes de una faena específica. Se movilizaban a caballo y no trabajaban directamente, sino que solo supervisaban, cobrando además un recargo en el caso de faenas complicadas.

## Los peones
La «peonada» era la masa laboral de la hacienda. En parte se trataba de los peones obligados que ponía cada casa de inquilinos. En Quilpué, la «obligación» para cada casa de inquilinos consistía en «echar un peón», es decir, poner a disposición a un trabajador por la paga y la ración, sin derechos de tierra. En general no era el «inquilino titular» sino que se trataba de parientes cercanos. Aparte de estos peones «internos» existía la peonada afuerina, consistente a su vez en dos tipos: los unos, provenientes de las cercanías, trabajaban casi todo el año en la hacienda, mientras que los otros, «temporeros», llegaban para las cosechas y venían de lejos. En Quilpué existían en esa época unos ranchos de paja donde se alojaban los forasteros. Pero la estacionalidad de la demanda de mano de obra era tan grande que en los momentos álgidos de la cosecha muchos afuerinos vivían de cualquier manera en las orillas de los campos.
La hacienda intentaba adaptarse a esta gran variabilidad de mano de obra. Trataba de asentar al personal que necesitaba durante todo o casi todo el año en pequeñas propiedades cercanas, de modo de tenerlo a mano. En cuanto a los temporeros, los patrones nunca se hicieron cargo de sus largos períodos de paro. Fomentaban la «campesinización» de la peonada afuerina y la preferían más bien lejos, radicada por ejemplo en las tierras no irrigadas (o «de rulo», como se denominan en Chile) de la costa. Este es el principal mecanismo de acoplamiento y condicionamiento mutuo entre el latifundio hacendal y el minifundio de subsistencia. Otro consiste en la relativa movilidad social que les permitía a algunos inquilinos independizarse como pequeños propietarios, vendiéndole a la hacienda todo tipo de productos y emprendiendo medierías con ella.

## La hacienda como forma de acumulación «originaria» permanente
Lo que caracterizó a este tipo acumulación de riqueza es que nunca hubo aporte o adelanto de capital, y por lo tanto tampoco hubo ganancias. Se trata de lo que el análisis marxista denomina acumulación originaria. Aquí, salvo excepciones, nadie compró la tierra, nadie adelantó capital variable para financiar la mano de obra, la que se pagaba con frutos de la misma tierra, con derechos precarios, en un contexto de formas precapitalistas de trabajo y de renta precapitalista.
Los datos fragmentarios e incompletos de los libros contables de la hacienda han llevado a algunos historiadores, tales como José Bengoa,  a la conclusión que la «renta de la tierra» (utilizando una expresión clásica en economía) «era claramente beneficiosa y que sobre todo en este caso, tratándose de las 'mejores tierras' relativas, la renta absoluta, operando a plenitud, se confundía con 'rentas diferenciales' de enorme magnitud».

## En la Reforma Agraria

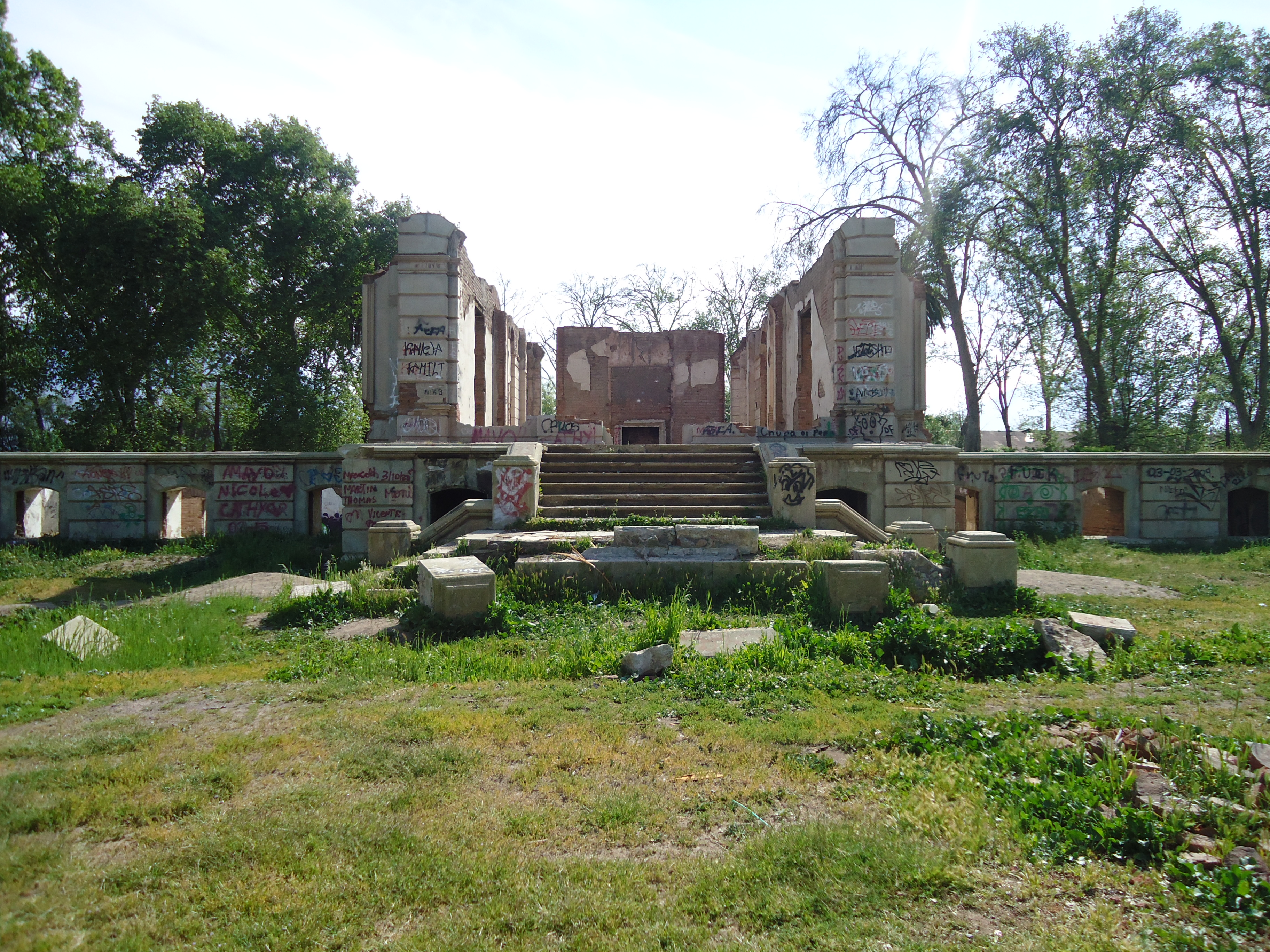
Estado actual de las ruinas del palacio.

En 1966, ante la inminente aprobación de la segunda Ley de Reforma Agraria (ley 16640,), los hermanos del Río dividieron el fundo en dos hijuelas (denominadas «Las Casas de Quilpué» y «Las Casas Chicas de Quilpué», respectivamente). Esta ley, así como la Ley de Sindicalización Campesina (ley 16625,), llevaron a un gran auge de la organización y lucha de los campesinos en el país y, particularmente, en el Valle del Aconcagua. Los trabajadores de «Casas de Quilpué» pertenecían a la Confederación de Trabajadores Agrícolas «Libertad», mientras que los de las «Casas Chicas» participaron en la constitución del Consejo Comunal Campesino de San Felipe. En 1970, la situación en la zona estaba caracterizada por manifestaciones, huelgas y tomas de terreno, como la que afectó a las «Casas Chicas». Los hermanos Raimundo y Alfonso del Río fallecieron a inicios de la década de 1970, por lo que fueron sus viudas las afectadas por las respectivas expropiaciones. A diferencia de la agudización del conflicto en el caso de las «Casas Chicas», que llevó a su intervención por la agencia gubernamental respectiva y su posterior expropiación en 1971, en el caso de las «Casas de Quilpué» la dueña entregó voluntariamente el predio a la Corporación de la Reforma Agraria, donde en 1973 se «instaló una sede de la Universidad de Chile, sección Valparaíso, con carreras relacionadas con la agricultura». En ambos predios los campesinos formaron Asentamientos Campesinos del nombre correspondiente. El asentamiento «Casas de Quilpué» fue ocupado militarmente al momento del golpe de Estado de ese año, y los campesinos fueron llevados a la casa patronal (palacio), donde fueron formados en filas e identificados. A partir de ese momento y en las semanas siguientes, las labores del predio se desarrollaron bajo control directo de los militares.  El desarrollo de la sede universitaria fue suspendido definitivamente en octubre de 1973 por orden del Intendente de Aconcagua, autoridad instalada por la Junta Militar. Al cabo del primer año de la dictadura militar, hacia fines de 1974, esta inició la parcelación de las tierras no devueltas a sus antiguos propietarios, procediéndose a la entrega de títulos de dominio. Sin embargo, «el estado puso fin a su participación en el proceso, desligándose desde el momento mismo en que se entregaban los títulos, dejando inconclusa la capacitación y ayuda técnica al campesinado, quedando a la deriva para llevar adelante cualquier proyecto de mejoramiento y de emprendimiento, lo que provocó que algunos campesinos vendieran».